# Symphonie en mi bémol majeur (Tchaïkovski)
Pour les articles homonymes, voir Symphonie en mi bémol majeur.

La Symphonie en mi bémol majeur est une symphonie dont Piotr Ilitch Tchaïkovski forma le projet et commença la composition, avant de finalement l'abandonner puis d'en reprendre les mouvements dans d'autres œuvres, notamment son Troisième concerto pour piano.

## Composition et abandon
Tchaïkovski forma le projet d'une nouvelle symphonie dès 1888 et l'achèvement de sa Cinquième symphonie, et commença de la composer en 1890 et surtout entre mai 1891 et octobre 1892, donc avant la Symphonie Pathétique, avec le programme initial :
« Ce sont des esquisses pour une symphonie la Vie. 1er mouvement : élan, confiance, soif d'action, il doit être court ; le finale, la mort ; second mouvement : l'amour ; troisième : déception ; quatrième mouvement : devra s'achever en calando également court. »
- I. Allegro brillante (mi bémol majeur).
- II. Andante (si bémol majeur).
- III. Scherzo. Vivace assai (mi bémol majeur).
- IV. Finale. Allegro maestoso (mi bémol majeur).

« J'ai l'immense désir de composer une symphonie grandiose, qui couronnerait ma carrière (...). J'en ai fait le plan depuis quelque temps déjà (...). J'espère que je ne mourrai pas avant d'avoir réalisé ce projet. » (Lettre à K. K. Romanov du 29 octobre 1889).
Au cours de l'année 1892 il en réalisa l'esquisse complète pour piano mais, accaparé par les voyages et d'autres œuvres, il ne parvint à orchestrer que le premier mouvement. Plus tard, se remettant au travail sur son projet, il fut pris de doutes : « J'ai relu attentivement et pour ainsi dire objectivement la nouvelle symphonie, que fort heureusement je n'ai pas instrumentée ni proposée à personne. Mon impression est extrêmement défavorable. Il n'y a rien d'intéressant ni tant soit peu attachant. J'ai décidé de la jeter et de ne plus y penser - ma décision est sans appel. » (Lettre à son neveu Bod Davidov du 16 décembre 1892).
Tchaïkovski abandonna en effet cette symphonie en Mi bémol, et s'attela à sa Symphonie Pathétique qui incarnait peut-être mieux ce grand « couronnement », mais peut-être également un renoncement à « la Vie » pour la résignation et la mort.

## Réutilisation
Tchaïkovski avait déclaré à son neveu avoir détruit ses esquisses. Il n'en était rien, et Tchaïkovski, plus tard dans l'année 1893, les reprit même pour plusieurs autres projets. Les premier, deuxième et quatrième mouvements devaient former dans son esprit son Troisième concerto pour piano, qu'il laissa finalement en un seul mouvement (le premier, Allegro brillante) tandis que son élève Sergueï Taneïev publia les deux suivants après sa mort sous le titre Andante et Finale pour piano et orchestre. Enfin, Tchaïkovski lui-même avait repris le Scherzo de la symphonie dans une de ses Dix-huit pièces pour piano op.72 (Scherzo-fantaisie, n° 10).

## La reconstruction de Bogatyrev
Dans les années 1950, le musicologue russe Semion Bogatyrev s'intéressa aux esquisses laissées par Tchaïkovski et tenta de reconstruire la symphonie telle qu'elle aurait pu être achevée. Pour le premier mouvement, il disposait de l'orchestration même de Tchaïkovski. C'est l'Andante « qui fut le plus difficile à reconstruire, et Bogatyrev suivit les idées principales de Taneiev en essayant de restituer au mieux à l'orchestre la finesse de la partie pianistique. Le manuscrit comportait plus d'indications pour le Scherzo, malgré de nombreuses ratures et des indications incompréhensibles ; aussi Bogatyrev dut-il se servir fréquemment de la version pour piano. Le Finale, enfin, était le mouvement le plus avancé avec le premier, et Bogatyrev put encore une fois s'appuyer sur le Concerto. ».
La symphonie reconstruite fut créée le 7 février 1957 à Moscou, sous la direction de Mikhaïl Terian, et est parfois même appelée Symphonie n° 7 de Tchaïkovski.